# すがも平和霊苑

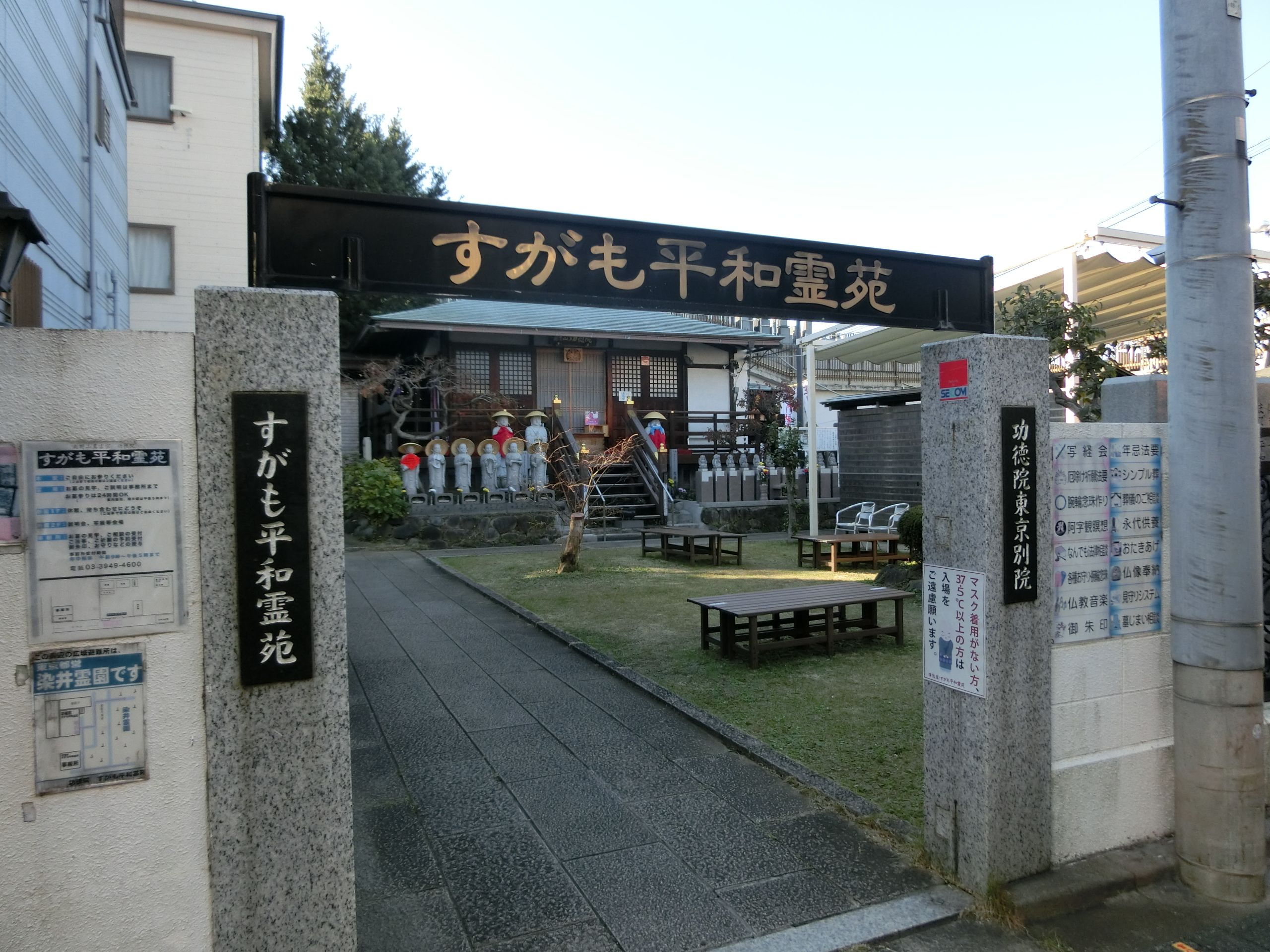
すがも平和霊苑

すがも平和霊苑（すがもへいわれいえん）は、東京都豊島区巣鴨にある墓地である。高野山真言宗の寺院で大分県由布市に本院を置く功徳院の東京別院に併設されている。

## 功徳院の概要
功徳院（くどくいん）は、大分県由布市に本院を置く、高野山真言宗の寺院である。山号は龍源山。現住職は松島龍戒。東京都豊島区巣鴨に東京別院を置く。
本尊は大分本院が不動明王、東京別院は大日如来。大分本院は城山と呼ばれる標高216mの権現岳を境内地とする。山内には古くから無数の野仏が奉納されている。
延宝5年（1677年）に開創。明治18年（1885年）に現在地へ移転。昭和63年（1988年）に東京都豊島区巣鴨5丁目35番37号に東京別院を落慶建立。

## すがも平和霊苑の概要
すがも平和霊苑は、功徳院東京別院に併設された墓地で、別院の建立と同時に開設された。平成元年（1989年）建立の「もやいの碑」は、宗教、血縁、後継者の有無など、従来の家制度に即した墓地運営の一般的規制を廃した任意団体「もやいの会」が運営する合葬墓で、生前会員と納骨者は5000名を超える。平成6年発足の「飛天塚」は管理費不要で、供養や管理を寺が受諾する合葬墓で、生前会員、既納骨者は6000名を超える。
平成6年（1994年）、「葬儀生前契約」を受諾する「りすシステム」を発足、現在はNPO法人として独立し、北海道、仙台、名古屋、九州等に支部を持つ。公正証書遺言による、民法897条祭祀の承継者指定を法的根拠とし、死亡時の葬儀だけでなく、生前および死後事務を受諾、第三者法人による費用の支払いや、施行監視まで備えた法人としては国内では初、稀有な存在である。

### 開設
昭和63年（1988年）、功徳院により開設。主導したのは当時の住職・小田耕円の義弟、松島如戒。開設時、磯村英一の提言により、合葬墓「もやいの碑」を建立、運営団体である「もやいの会」を発足させる。

### 利用者
著名人では、漫画家の富永一朗、役者の沢竜二が個人墓を利用している。合葬墓の利用者は、非婚や子供がないなど、従来制度のお墓に入ることが困難な層、「イエ」の墓に入ることになじめない層、子供はいるが、お墓の負担を残したくないと考えている層など、多岐に亘る。

### 特徴
設置主体は高野山真言宗の寺院であるが、檀家制度を持たず、他宗教、他宗派でも墓地や本堂施設の利用が出来る。3種類の合葬墓がある。家単位で使用する一戸建て墓地であっても、後継者不要で利用することができる。

### 墓地
一戸建て墓地
檀家制度を利用の条件にしない、姓が異なる家族がひとつの墓に入るべきではないという常識にとらわれず、両家で一つの墓を利用することを昭和63年の開設時より認めている。管理費前納や使用期間の指定などで後継者不要でも利用できる制度を持つ。

もやいの碑
平成元年、もやいの碑を運営する任意団体「もやいの会」が発足。生前入会による縁作りを前提とした合葬墓。宗教儀礼は含まれない。勉強会や月例会など会員相互交流の場がある。費用は入会時11万円、会費は2,000円/年（死後は不要）。無縁化した檀家墓地を合祀するための合葬墓は多くの寺院が有するが、本人の生前意思により、宗教や血縁を超越した有縁化活動を運営目的とする合葬墓の先駆的存在である。2010年『週刊現代』「お墓のグランプリ」では5位に入っている。

飛天塚
永代供養付き、管理費不要の合葬墓。子孫まで入れる家族プランやインターネット墓参システム付きなどのプランを選ぶことが出来る。費用は一人50万円、70万円、150万円などのプランがある。

翔天塚
墓前のTVモニタに、氏名や経歴、写真を表示する墓誌を導入した永代供養付き合葬墓。費用は一人25万円。

サイバーストーン
1997年、インターネット墓参システム（功徳院ではサイバーストーンという名称で商標登録済み）の運営開始。商業運営としては日本初。体毛や体の組織によるDNAを保管する「御髪塚」との組み合わせにより、焼骨を保管する形式の墓地のあり方に一石を投じた。

## 関連団体

### もやいの会
もやいの会を運営する任意団体。初代会長となった磯村英一（故人）の呼びかけにより松島如戒事務局長のもと発足。現会長は神作光一。東京九段北に事務局を置く。役員には日野原重明、藤井正雄、富永一朗、大森彌、樺山紘一などがいる。

### NPO りすシステム
代表理事は杉山歩。初代代表理事は松島如戒。合葬墓の生前入会により墓と供養の問題は解消されるが、遺骨の搬送、納骨を中心とする葬送儀礼、生前、死亡時、死後のサポートを補完するために設立された、葬儀等生前契約を請け負うNPOである。公正証書遺言作成が必要。

### NPO 日本生前契約等決済機構
NPOりすシステムとの契約に基づき、葬儀等の死後事務や成年後見事務、生前の支援業務等が、受諾機関によって適正に履行されたかを確認し、支払いを代行する第三者機関。

### 株式会社 りすネット
主としてNPOりすシステムの依頼による、生前、死後事務の履行を行う。

### りすセンター新木場
遺体を中立の立場で一時保管し、葬儀業者の選定や、葬儀内容を慎重に検討することを目的とした死者のホテルを運営する。

### 一般社団法人 Ai普及センター
遺体を傷つけず死因の早期特定するAiを設置。

### 一般社団法人 現代仏教音楽研究会
功徳院住職松島龍戒が主催。お経と音楽を文化的に融合し表現、普及する活動をしている。